# Оук Гроув (Мисури)
Оук Гроув (енгл. Oak Grove) град је у америчкој савезној држави Мисури.

## Демографија
По попису из 2010. године број становника је 7.795, што је 2.26 (40,8%) становника више него 2000. године.
| Група             | 2000.         | 2010.         |
| Белци             | 5.335 (96,4%) | 7.195 (92,3%) |
| Афроамериканци    | 14 (0,3%)     | 87 (1,1%)     |
| Азијати           | 23 (0,4%)     | 56 (0,7%)     |
| Хиспаноамериканци | 92 (1,7%)     | 286 (3,7%)    |
| Укупно            | 5.535         | 7.795         |